# Macroeme vittipennis
Macroeme vittipennis là một loài bọ cánh cứng trong họ Cerambycidae.